# Lina Krasnoruckaja
Lina Vladimirovna Krasnoruckaja (in russo Лина Владимировна Красноруцкая?; Obninsk, 29 aprile 1984) è un'ex tennista e telecronista sportiva russa.

## Biografia
Figlia di Vladimir e Marina, ha un fratello di nome Sasha.
Nel 1998 vince la sedicesima edizione del Les Petits As. Nel 1999 ha vinto l'US Open 1999 - Singolare ragazze sconfiggendo in finale Nadia Petrova con il punteggio di 6–3, 6–2.
Due anni dopo, nel 2001, è giunta ai quarti di finale dell'Open di Francia 2001 - Singolare femminile dove ha perso con la belga Justine Henin, e nello stesso anno è arrivata al quarto turno del torneo di Wimbledon 2001 singolare ragazze  venendo sconfitta da Conchita Martínez.
Nel 2003 in coppia con Daniel Nestor è arrivata in finale all'US Open 2003 - Doppio misto arrendendosi a Katarina Srebotnik e Bob Bryan. Nello stesso anno ha vinto l'Ordina Open in doppio con Elena Dement'eva, battendo nuovamente Nadia Petrova, questa volta in coppia con Mary Pierce, col punteggio di 2-6, 6-3, 6-4.
Nel ranking ha raggiunto la 25ª posizione il 19 gennaio del 2004. Si è ritirata a sorpresa l'anno seguente. Oggi commenta telecronache di tennis per NTV Plus.

## Statistiche

### Singolare

#### Sconfitte (1)
| Legenda         |
| --------------- |
| Grande Slam (0) |
| WTA Finals (0)  |
| Tier I (1)      |
| Tier II (0)     |
| Tier III (0)    |
| Tier IV (0)     |
| Tier V (0)      |

| N. | Data           | Torneo                  | Superficie | Avversaria in finale   | Punteggio |
| 1. | 11 agosto 2003 | Canada Masters, Toronto | Cemento    | Justine Henin-Hardenne | 1-6, 0-6  |

### Doppio

#### Vittorie (1)
| Legenda         |
| --------------- |
| Grande Slam (0) |
| WTA Finals (0)  |
| Tier I (0)      |
| Tier II (0)     |
| Tier III (1)    |
| Tier IV (0)     |
| Tier V (0)      |

| N. | Data           | Torneo                        | Superficie | Compagna         | Avversaria in finale      | Punteggio     |
| 1. | 21 giugno 2003 | Ordina Open, 's-Hertogenbosch | Erba       | Elena Dement'eva | Nadia Petrova Mary Pierce | 2-6, 6-3, 6-4 |

#### Sconfitte (2)
| Legenda         |
| --------------- |
| Grande Slam (0) |
| WTA Finals (0)  |
| Tier I (1)      |
| Tier II (0)     |
| Tier III (0)    |
| Tier IV (1)     |
| Tier V (0)      |

| N. | Data            | Torneo                    | Superficie    | Compagna         | Avversaria in finale           | Punteggio   |
| 1. | 1º ottobre 2001 | Kremlin Cup, Mosca        | Sintetico (i) | Elena Dement'eva | Anna Kournikova Martina Hingis | 6(1)-7, 3-6 |
| 2. | 4 novembre 2002 | PTT Pattaya Open, Pattaya | Cemento       | Tat'jana Panova  | Kelly Liggan Renata Voráčová   | 5-7, 6(7)-7 |

### Doppio misto

#### Sconfitte (1)
| Tornei del Grande Slam  |
| ----------------------- |
| Australian Open (0)     |
| Open di Francia (0)     |
| Torneo di Wimbledon (0) |
| US Open (1)             |

| N. | Anno             | Torneo            | Superficie | Compagno      | Avversari in finale          | Punteggio        |
| 1. | 5 settembre 2003 | US Open, New York | Cemento    | Daniel Nestor | Katarina Srebotnik Bob Bryan | 7-5, 5-7, [5-10] |

## Risultati in progressione
| Sigla | Risultato               |
| ----- | ----------------------- |
| V     | Vincitore               |
| F     | Finalista               |
| SF    | Semifinalista           |
| O     | Oro olimpico            |
| A     | Argento olimpico        |
| SF    | Bronzo olimpico         |
| QF    | Quarti di Finale        |
| 4T    | Quarto turno            |
| 3T    | Terzo turno             |
| 2T    | Secondo turno           |
| 1T    | Primo turno             |
| RR    | Round Robin             |
| LQ    | Turno di qualificazione |
| A     | Assente                 |
| ND    | Non disputato           |

| Legenda superfici    |
| -------------------- |
| Cemento              |
| Terra battuta        |
| Erba                 |
| Superficie variabile |

### Singolare nei tornei del Grande Slam
| Torneo          | 2000 | 2001 | 2002 | 2003 | 2004 | 2005 |
| --------------- | ---- | ---- | ---- | ---- | ---- | ---- |
| Australian Open | 1T   | 1T   | 1T   | A    | 3T   | A    |
| Open di Francia | 1T   | QF   | A    | 2T   | A    | A    |
| Wimbledon       | 1T   | 4T   | A    | 2T   | 1T   | A    |
| US Open         | 1T   | 2T   | A    | 1T   | A    | A    |

### Doppio nei tornei del Grande Slam
| Torneo          | 2000 | 2001 | 2002 | 2003 | 2004 | 2005 |
| --------------- | ---- | ---- | ---- | ---- | ---- | ---- |
| Australian Open | A    | 1T   | A    | 1T   | 2T   | 1T   |
| Open di Francia | 1T   | A    | A    | 2T   | A    | A    |
| Wimbledon       | 1T   | 2T   | A    | SF   | A    | A    |
| US Open         | A    | 3T   | A    | 3T   | A    | A    |

### Doppio misto nei tornei del Grande Slam
| Torneo          | 2000 | 2001 | 2002 | 2003 | 2004 | 2005 |
| --------------- | ---- | ---- | ---- | ---- | ---- | ---- |
| Australian Open | A    | A    | A    | A    | 1T   | A    |
| Open di Francia | A    | A    | A    | A    | A    | A    |
| Wimbledon       | A    | A    | A    | 2T   | 3T   | A    |
| US Open         | A    | A    | A    | F    | A    | A    |

## Vittorie contro giocatrici Top 10
| Stagione | 2003 | Totale |
| Vittorie | 2    | 2      |

| #    | Giocatrice    | Ranking | Evento                  | Superficie | Turno | Punteggio     | Rank. LKR |
| ---- | ------------- | ------- | ----------------------- | ---------- | ----- | ------------- | --------- |
| 2003 |               |         |                         |            |       |               |           |
| 1.   | Monica Seles  | 9       | Qatar Total Open, Doha  | Cemento    | 2T    | 7-5, 7-5      | 96        |
| 2.   | Kim Clijsters | 1       | Canada Masters, Toronto | Cemento    | 3T    | 1-6, 6-4, 6-1 | 38        |